# قره إبراهيم باشا البايبورتي
قره إبراهيم باشا البايبورتي (بالتركية: Bayburtlu Kara İbrahim Paşa)‏ كان الصدر الأعظم للدولة العثمانية في الفترة ما بين 15 ديسمبر 1683 حتى 18 نوفمبر 1685. تولى منصب قبطان باشا البحرية العثمانية (أدميرال). تُوفي في 1687 بجزيرة رودس.

## أنظر أيضا
- قائمة قباطين البحر العثمانيين.
- قائمة الصدور العظام للدولة العثمانية.